# David Ogilvy

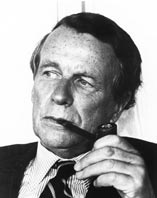
David Ogilvy, zwischen 1970 und 1990

David Mackenzie Ogilvy (* 23. Juni 1911 in West Horsley, England; † 21. Juli 1999 auf Schloss Touffou, Frankreich) war ein britischer Werbetexter.
Eine Vielzahl heute zu Klassikern gewordener Texte, Slogans und Headlines (für Guinness, Dove, Schweppes uvm.) gehen auf ihn zurück. Seine wohl berühmteste Headline ist die für Rolls-Royce: „At 60 miles an hour the loudest noise in this new Rolls-Royce comes from the electric clock“ (von Howard Luck Gossage für Land-Rover auf die Schippe genommen: „At 60 miles an hour the loudest noise in this new Land-Rover comes from the roar of the engine“).

## Leben
Nachdem Ogilvy sich mehr oder weniger erfolgreich als Koch, Vertreter, Diplomat und Farmer versucht hatte, begann er im Alter von 37 noch einmal eine neue Karriere – als Werber. 1948 gründete er in New York die Werbeagentur Hewitt, Ogilvy, Benson & Mather, die schon bald als Ogilvy & Mather eine der international wichtigsten Agenturen wurde. Seinen Kultstatus in der Werbebranche verdankt er außerdem zwei Büchern, die unter Werbern im Allgemeinen und Textern im Besonderen noch heute gelesen werden, dem 1963 erschienenen Confessions of an Advertising Man (dt. Geständnisse eines Werbemannes) und dem späteren, die Ideen weiterentwickelnden Ogilvy on Advertising (dt. Ogilvy über Werbung, 1983).
1973 zog sich David Ogilvy aus dem Tagesgeschäft zurück und setzte sich auf seinem Schloss Touffou bei Bonnes (Frankreich) zur Ruhe, jedenfalls vorübergehend. Vier Jahre darauf wurde er in die amerikanische Advertising Hall of Fame aufgenommen. 1980 holte man ihn zurück, und er übernahm noch einmal den Chefsessel der indischen Filiale von Ogilvy & Mather und anschließend – für kurze Zeit – den Vorsitz des deutschen Ogilvy-Büros in Frankfurt.
1989 kaufte das internationale Agenturnetz WPP Group die Ogilvy-Gruppe, David Ogilvy blieb noch drei Jahre Ehrenvorsitzender (Non-executive Chairman).

## Auszeichnungen
- M.A. Ehrentitel (Colby Board)[1]
- Dr. h.c. („Doctor of Letters“ -Adelphi University New York)[1]
- Commander of the British Empire 1967 (durch Königin Elisabeth II., London, UK)[1]

## Zitate
Einige seiner Aussprüche gehören bis heute zum Standard-Repertoire vieler Werber.
We sell or else.
Only first class business, and that in a first class way.
We prefer the discipline of knowledge to the anarchy of ignorance. We pursue knowledge the way a pig pursues truffles.
The consumer is not a moron but your wife.
In our pursuit of creativity, we must never lose sight of the fact that the purpose of most advertising is to make the cash register ring.
Never run an advertisement you would not want your own family to see.
Unless your advertising contains a Big Idea, it will pass like a ship in the night.
You cannot bore somebody into buying.
If you always hire people who are smaller than you are, we shall become a company of dwarfs. If, on the other hand, you always hire people who are bigger than you are, we shall become a company of giants.
Any fool can write a bad advertisement, but it takes a genius to keep his hands off a good one.
People don't buy clowns.
Any damn fool can put on a price reduction, but it takes brains and perseverance to create a brand.
Direct Marketing was always my first love and later on my secret weapon.
You aren't advertising to a standing army; you are advertising to a moving parade.
Über das Marketing selbst sagte er: „Gutes Marketing sorgt dafür, dass ein schlechtes Produkt schneller scheitert.“

## Werke
- An autobiography, Wiley, New York 1997, ISBN 0-471-18002-5
- Geständnisse eines Werbemannes, Econ, München 2000 (zuerst ca. 1964), ISBN 3-430-17275-6 (engl. 'Confessions of an advertising man')
- Ogilvy über Werbung, Econ, Düsseldorf 1984, ISBN 3-430-17272-1 (engl. 'Ogilvy on advertising')
- Was mir wichtig ist. Provokante Ansichten eines Werbemannes, Econ, Düsseldorf, 1988, ISBN 3-430-17273-X (engl. 'The unpublished David Ogilvy')